# Heritage Guitar
Heritage Guitar Inc. (engl. Heritage: Erbe) ist ein US-amerikanischer Gitarrenhersteller. Die Firma wurde am 1. April 1985 von ehemaligen Mitarbeitern des Gitarrenherstellers Gibson in Kalamazoo, Michigan, gegründet, nachdem Gibson seine Produktion nach Nashville, Tennessee, verlagert hatte. Die Herstellung findet im alten Gibson-Werk in traditioneller Handarbeit statt.
Das erste im Juni 1985 von Heritage produzierte Instrument war eine der Gibson Les Paul ähnliche Solidbody-Gitarre (Modell HM 140). 
Das heutige Sortiment umschließt neben den Solidbodies auch Halb- und Vollresonanz-Gitarren. Wegen der hohen Nachfrage nach diesen Gitarren wurde zwischenzeitlich die Produktion von Banjos und Mandolinen eingestellt.
Manchen Gitarristen gelten Heritage-Gitarren als die „besten Gibsons“.